# عناصر الحركة الأساسية
عناصر الحركة الأساسية هو اسم لمجموعة من الحركات الأساسية اللازمة لتنفيذ أي عمل يدوي في أعمال الصناعة.

## عناصر الحركة الأساسية
1. الانتقال فارغاً: مَدُ وتحريك العامل يده للوصول إلى شيء.
2. إمساك: أمساك مادة أو جسم ما بأحدى اليدين أو بكلاهما.
3. الانتقال محملاً: تحريك المادة باليد.
4. تعليق: إبقاء المادة أو جسم ما في اليد لفترة من الوقت.
5. تحرير مادة: تحرير مادة أو جسم ما كان العامل ممسكاً بها.
6. استخدام: استخدام أداة ما.
7. وضع المادة في مكان ما للعملية التالية.
8. وضع المادة في مكان معروف.
9. تجميع: ربط جزئين ببعض.
10. فك: فصل الأجزاء عن بعضهم بعد أن تم جمعهم.
11. البحث: محاولة للعثور على مادة باستخدام العينين أو اليدين.
12. الاختيار: الاختيار من بين العديد من المواد في مجموعة.
13. التخطيط: اتخاذ قرار بشأن إجراء.
14. فحص: تحديد جودة المادة.
15. التأخير الذي لا يمكن تجنبه: الانتظار بسبب عدة عوامل خارجة عن نطاق سيطرة العامل.
16. التأخير الذي يمكن تجنبه: انتظار العامل.
17. استراحة: يستريح العامل للتغلب على التعب.

## تصنيف عناصر الحركة الأساسية

### العناصر الفعالة
- الانتقال فارغاً.
- إمساك.
- الانتقال محملاً.
- تحرير مادة.
- استخدام.
- تجميع.
- فك.
- فحص.
- استراحة.

### العناصر الغير فعالة
- تعليق.
- وضع المادة في مكان ما للعملية التالية.
- وضع المادة في مكان معروف.
- الاختيار.
- التخطيط.
- التأخير الذي لا يمكن تجنبه.
- التأخير الذي يمكن تجنبه.
- البحث.

## المرجع
1. ↑  Groover, M. P. (2007). Work Systems: The Methods, Measurement & Management of Work, Prentice Hall, ISBN 978-0-13-140650-6